# Bedrijfswiki
Een bedrijfswiki (Engels: enterprise wiki of corporate wiki) is een wiki die gebruikt wordt in een zakelijke context, in het bijzonder om interne kennisdeling te verbeteren.
Wiki´s worden steeds vaker aangewend voor intern gebruik door bedrijven en instellingen in de publieke sector, waaronder prominente organisaties als Adobe Systems, Amazon.com, Intel, Microsoft and the United States Intelligence Community. Afhankelijk van de grootte van de organisatie, kan het dienen als aanvulling of vervanging van een centraal contentmanagementsysteem.
Hun gedecentraliseerde aard maakt het in beginsel mogelijk, om informatie sneller en goedkoper binnen een organisatie te verspreiden dan met een centrale kennisbank. Wiki´s kunnen ook worden gebruikt voor projectmanagement (om samen te werken aan bepaalde documenten) en marketing (als wiki´s voor klanten).

## Eigenschappen van bedrijfswiki´s
Enkele eigenschappen van wiki´s in organisaties:
- Het opzetten van kennisbanken door informatie aan elkaar te plakken via simpele pagina's met hyperlinks naar andere (interne) informatiesystemen, zoals smoelenboeken, CMS, applicaties, en zo kennisbanken opbouwen.
- Met Wiki's kunnen de mensen die aan een bepaald project werken, alle relevantie informatie met elkaar delen. Andersom, hoeven alleen de wiki-gebruikers die geïnteresseerd zijn in een bepaald project, de betreffende wiki-pagina's te bekijken, waardoor onnodig en irrelevant mailverkeer kan worden voorkomen.
- Wiki´s maken het voor gebruikers mogelijk om nieuwe en bestaande informatie te structureren. Soms is de structuur, net als de inhoud, te bewerken door de gebruikers. Daar staat tegenover dat een wiki niet hiërarchisch georganiseerd is, wat een nadeel kan zijn in een zakelijke omgeving.
- Wiki´s bieden een raamwerk voor gezamenlijk schrijven (collaborative writing). Zo wordt het mogelijk om verschillende auteurs op een gestructureerde manier tot overeenstemming te laten komen.
- Afhankelijk van bijvoorbeeld de afdeling of functie van een medewerker, kunnen bepaalde pagina´s worden afgeschermd of tegen bijwerken worden beveiligd.

## Wiki-applicaties voor zakelijk gebruik
Vrijwel alle wiki-applicaties worden gebruikt binnen bedrijven en instellingen. Een aantal commerciële wiki-applicaties worden specifiek in de markt gezet als bedrijfsoplossingen, waaronder Confluence, Socialtext, Jive SBS, Microsoft SharePoint (met een wiki-component), en Traction TeamPage. Daarnaast worden enkele open source wiki-applicaties ook als bedrijfsoplossingen aangemerkt, waaronder Foswiki, TWiki, en XWiki. De meeste andere wiki-applicaties, waarvan de meerderheid open source, worden niet als zodanig aangeprezen, maar juist als inzetbaar voor diverse toepassingen; hoewel sommige, zoals Tiki Wiki CMS Groupware en MediaWiki, hun promotiemateriaal wel afgestemd hebben op zakelijke gebruikers.